# Джолоф
Джолоф — блюдо из риса, популярное среди жителей многих государств Западной Африки. В Мали, Гане, Сенегале, Сьерра-Леоне и Либерии существуют свои собственные варианты джолофа.

## Происхождение и распространение
Название блюда происходит от названия народа волоф. В франкоговорящих регионах называется riz au gras. Ряд исследователей считает джолоф самым известным африканским блюдом за пределами материка.
Нигерийцы и ганцы спорят о происхождении джолофа: и те, и другие утверждают, что именно их народу принадлежит авторство блюда. Этот вопрос является довольно важным и деликатным для обоих народов. Первые истоки блюда обнаруживаются в Сенегале, территории которого в древности входили в состав государства Волоф. Историк еды и сельского хозяйства Джеймс Маккен соглашается с этим утверждением, указывая при этом на возможность распространения джолофа торговцами империи Мали, перемещавшихся в крупных центрах и привозивших с собой знания о кузнечном деле и сельском хозяйстве.

## Основные ингредиенты
Блюдо состоит обычно из риса, помидоров, томатной пасты. Среди ингредиентов могут быть мясо, рыба, моллюски, а также различные овощи: картофель, капуста. Из-за того, что при приготовлении используется пальмовое масло и томатная паста, цвет джолофа обычно красный.